# Chronobiologie et grossesse
La chronobiologie est l'étude des rythmes biologiques qui examinent les phénomènes cycliques ou périodiques chez les organismes vivants et leurs adaptations aux rythmes liés au soleil et à la lune. Chez les mammifères, une boucle de rétroaction négative transcriptionnelle-translationnelle génère les cycles circadiens de 24 heures. Ceux-ci sont médiés par le stimulateur circadien central situé au noyau suprachiasmatique (NSC) de l’hypothalamus. Les modulateurs de l’horloge centrale, BMAL1 et CLOCK déclenchent la transcription des gènes Period (Per1, Per2, et Per3) et Cryptochrome (Cry1 et Cry2). Les protéines PER et CRY résultantes inhibent leur propre transcription en entrant dans le noyau, réprimant l'activité de BMAL1 et CLOCK. Lorsque les niveaux de transcription baissent, les protéines PER et CRY se dégradent, permettant à BMAL1 et CLOCK de se réassocier pour réactiver la transcription.
Le NSC maternel joue un rôle important lors de la grossesse en fournissant des signaux d’entraînement circadien au fœtus. Les premières preuves des rythmes circadiens in utero proviennent d’une étude effectuée chez le rat. Lorsque la rate subissait un décalage de 12 heures de la période temps lumière-obscurité, le rythme étudié dans le NSC fœtal présentait un décalage de phase correspondant. L'aveuglement de la mère avant de modifier l'horaire d'éclairage a empêché un décalage de phase chez la mère et le fœtus . De plus, l'ablation du NSC maternel ou la suppression des gènes centraux de l'horloge maternelle, Per1 et Per2, ont empêché l'entraînement du système circadien fœtal. Les résultats in vitro ont démontré que le NSC fœtal pouvait développer un rythme . Ainsi, l'apport du système circadien maternel dans l’entraînement des rythmes circadiens fœtaux est crucial.
D’autres recherches, démontrent que les rythmes du NSC fœtal sont entraînés par le cycle lumière-obscurité externe. Les signaux maternels responsables de l'entraînement circadien fœtal sont principalement hormonaux : la mélatonine, les glucocorticoïdes et la dopamine. Les signaux alimentaires sont identifiés comme facteur d’entraînement maternel pour certains rythmes spécifiques du NSC.

## Communication circadienne maternelle et fétale
Chez les mammifères, le lien très intime entre une mère et son enfant lors de la grossesse est composé d’une communication variant au courant de la journée et de la gestation dont la durée est régulée par les hormones maternelles. La mélatonine et le cortisol représentent deux des hormones capables de synchroniser les rythmes circadiens fœtaux. Cependant, elles ne sont pas nécessaires à l’entraînement de ces rythmes, indiquant l’existence d’autres façons dont la mère peut les coordonner au quotidien.
La sécrétion de la mélatonine varie selon la durée d’exposition à la lumière. Pendant la grossesse, les niveaux nocturnes de mélatonine changent. Chez la femme, les taux de mélatonine sérique diurne et nocturne démontrent une augmentation marquante au troisième trimestre comparé au premier et deuxième. De plus, sa capacité à traverser le placenta prouve qu’elle atteint le fœtus. Les récepteurs dans le système nerveux central (SNC) peuvent lier la mélatonine environ à la semaine 18 de gestation. Bien que non nécessaire à l’entraînement du fœtus, les rythmes quotidiens de la mélatonine maternelle peuvent aider en agissant comme indicateur du temps circadien maternel.
Le cortisol, un glucocorticoïde, est sécrété en réponse au stress, mais joue aussi un rôle dans le rythme circadien par des taux sériques plus élevés juste avant le début de l’activité. Chez la femme enceinte, les taux de cortisol sérique s’accroissent après le réveil suivant d’une augmentation entre les semaines 11 et 22 de la grossesse, puis restent importants jusqu’à l’accouchement. Tout comme la mélatonine, le cortisol parvient au fœtus et joue un rôle dans l’entraînement des rythmes circadiens fœtaux, quoique non obligatoire. Cependant, les glucocorticoïdes sont essentiels à la maturation de plusieurs organes fœtaux. Par exemple, chez la souris, la corticostérone permet le développement des poumons et donc la survie des fœtus.

## Chronobiologie de la pression artérielle lors de la grossesse
La pression artérielle suit un cycle circadien. Elle varie en fonction de l’heure de la journée. Chez les femmes enceintes, cette variation peut être modifiée à cause des changements hormonaux et physiologiques comme une augmentation du volume sanguin ainsi que des changements dans la résistance vasculaire. Pendant la grossesse, on retrouve une diminution générale de la variabilité de la fréquence cardiaque, avec notamment une réduction dans les composants de basse fréquence. Ceci suggère une modulation altérée du baroréflexe ou du système nerveux orthosympathique sur la fréquence cardiaque.
Pour les composants de hautes fréquences, ils s'avèrent similaires à ceux des femmes non-enceintes pendant la journée mais plus faibles pendant la nuit. Donc, l’activation parasympathique est diminuée pendant la nuit. Ces changements pourraient impliquer une modification de la régulation autonome du cœur

### Changements circadiens chez les femmes atteintes de prééclampsie
La prééclampsie est une maladie qui touche les femmes enceintes, se traduisant par une hypertension artérielle et la présence de protéines dans les urines, le tout à cause d'un dysfonctionnement du placenta.
Une étude a mis en évidence une augmentation significative de la moyenne circadienne ajustée (MESOR) de la pression artérielle chez les femmes avec prééclampsie. La MESOR se réfère à la valeur moyenne autour de laquelle une variable biologique ou physiologique qui suit un cycle circadien fluctue. Les femmes enceintes atteintes de prééclampsie ont donc une pression artérielle moyenne plus élevée que les femmes enceintes normo-tensives. Une différence significative dans l'amplitude circadienne des pressions artérielles systolique et diastolique a aussi été montrée entre celles-ci. De plus, une atténuation plus fréquente du rythme circadien de la fréquence cardiaque été observée chez les femmes prééclamptiques. Cette étude permet la mise en évidence de la variabilité des rythmes circadiens de la pression artérielle entre les femmes enceintes notamment pour les femmes prééclamptiques.

### Variations du rythme cardiaque fœtal
Le rythme cardiaque fœtal est en partie synchronisé à celui de la mère par des signaux hormonaux. Le fœtus réagit aux changements physiologiques de la mère, notamment à ceux liés aux cycles circadiens comme le stress maternel, le cycle éveil-sommeil ou l'alimentation.
Les interactions des battements cardiaques entre mère et fœtus se manifestent par la réactivité de la variabilité de la fréquence cardiaque des nourrissons aux fluctuations respiratoires de leurs mères. Cette variabilité est indirectement influencée par les rythmes circadiens, notamment avec les niveaux hormonaux ou les cycles éveil-sommeil. Finalement, le fœtus développe, au cours de sa croissance, son propre rythme cardiaque.

## Chronobiologie du sommeil et fécondité
Les problèmes d’infertilité chez les couples hétérosexuels sont assez fréquents. Plusieurs facteurs intrinsèques et extrinsèques peuvent entrer en jeu, tels que le sommeil. Certains chercheurs se sont penchés sur la question dans le but de mieux comprendre le phénomène.
Il existe deux types de chronotypes chez les humains, le chronotype de type matinal et de type soir. Un chronotype de type matin désigne les personnes qui se lèvent tôt le matin, tandis que le type soir désigne les personnes qui se couchent tard. Selon quelques recherches, les personnes de type matin auraient moins de difficultés à tomber enceintes que les personnes de type soir. Ceci s’explique par le fait que les personnes de type matin auraient plus de temps pour avoir des rapports sexuels. Du même sens, les personnes de type soir feraient face à plus de facteurs de risque, tels qu’une consommation de drogue, alcool, cigarettes et d’une mauvaise diète.
Le sommeil joue un rôle important dans la fertilité et la grossesse. Le sommeil affecterait potentiellement l’axe hypothalamo-pituito-gonadique (HPG) par l’hormone responsable de relâcher la gonadotrophine ainsi que par un haut niveau de cortisol causé par un manque de sommeil. Le sommeil aurait aussi un impact au niveau de la maturation des follicules ovariens, la libération de l’ovule ainsi que l’épaisseur de l’endomètre.